# Per Erik Ahlberg
Per Erik Ahlberg, född 29 juni 1963, är professor i evolutionär organismbiologi vid Uppsala universitet. Han är i vetenskapsvärlden och media välkänd för sitt deltagande i studier av tetrapodernas första uppstigande på torra land.
Per Ahlberg tilldelades 2008 cirka 20 miljoner kronor från Europeiska Forskningsrådets Advanced Grant för forskning om det evolutionära steget från fisk till landdjur.
Hans publicering har (2023) enligt Google Scholar över 9000 citeringar och ett h-index på 53.